# Liste der Monuments historiques in Vaudesincourt
Die Liste der Monuments historiques in Vaudesincourt führt die Monuments historiques in der französischen Gemeinde Vaudesincourt auf.

## Liste der Objekte
| Bezeichnung               | Beschreibung           | Standort                     | Kennzeichnung | Schutzstatus | Datum | Bild |
| ------------------------- | ---------------------- | ---------------------------- | ------------- | ------------ | ----- | ---- |
| Skulptur Madonna mit Kind | Stein, 14. Jahrhundert | in der Kirche St-Remi (Lage) | PM51001132    | Classé       | 1905  |      |